# Libramont-Chevigny
Libramont-Chevigny är en kommun i Belgien.   Den ligger i provinsen Luxemburg och regionen Vallonien, i den sydöstra delen av landet, 130 km sydost om huvudstaden Bryssel. Antalet invånare är 10 454. Libramont-Chevigny gränsar till Neufchâteau, Vaux-sur-Sûre, Sainte-Ode, Saint-Hubert, Libin och Bertrix. 
Omgivningarna runt Libramont-Chevigny är en mosaik av jordbruksmark och naturlig växtlighet. Runt Libramont-Chevigny är det ganska tätbefolkat, med 56 invånare per kvadratkilometer.